# Houd Zourdani
Houd Zourdani (in arabo هود زورداني‎?; 13 ottobre 1993) è un judoka algerino.
Nel 2016 ha partecipato ai Giochi olimpici di Rio de Janeiro 2016.

## Palmarès
- Campionati africani

Maputo 2013: bronzo nei -66kg;
Port Louis 2014: bronzo nei -66kg;
Libreville 2015: oro nei -66kg;
Tunisi 2016: oro nei -66kg;
Antananarivo 2017: oro nei -66kg;
Tunisi 2018: bronzo nei -66kg.
- Giochi panafricani

Brazzaville 2015: oro nei -66kg.